# Þórshafnarhreppur
Þórshafnarhreppur var en kommun belägen i nordöstra Island.
Den 10 juni 2006 slogs Þórshafnarhreppur och Skeggjastaðahreppur och bildade kommunen Langanesbyggð.